# Île Fox du Nord
L'île Fox du Nord est une île inhabitée du lac Michigan, au large de Leelanau Peninsula (en) et à environ 16 km au sud-ouest de l'île Beaver dans le Comté de Leelanau (Michigan aux USA). Elle forme l'archipel des îles Fox, avec l'île Fox du Sud et une troisième île.

## Historique
Cette île, d'une superficie de 3.32 km², est la plus petite et mesure environ 3.2 km de long et 1.6 km de large. 
Auparavant privée et appartenant à un magnat de l'immobilier depuis 1994, a été revendue à l'État du Michigan en 2000. L'île est actuellement exploitée dans le cadre de la Beaver Islands State Wildlife Research Area (en).
L'île possède une piste d'atterrissage publique opérationnelle depuis 2015, ce qui la rend accessible à l'aviation générale. La désignation de l'aéroport est 6Y3.